# Équipe de Chine masculine de basket-ball
Cet article traite de l'équipe masculine. Pour l'équipe féminine, voir Équipe de Chine féminine de basket-ball.
Maillots
L'équipe de Chine masculine de basket-ball est la sélection des meilleurs joueurs chinois de basket-ball. Elle est placée sous l'égide de l'Association chinoise de basket-ball ("Chinese Basketball Association").

## Résultats

### Palmarès
| Compétitions mondiales                             | Compétitions continentales | Autres compétitions |
| -------------------------------------------------- | --- | --- |
| - Jeux olympiques - Néant - Coupe du monde - Néant | - Coupe d'Asie (16) - Vainqueur en 1975, 1977, 1979, 1981, 1983, 1987, 1989, 1991, 1993, 1995, 1999, 2001, 2003, 2005, 2011 et 2015 - Finaliste en 2009 et 2025 - Troisième en 1985 et 1997 - Jeux asiatiques (8) - Vainqueur en 1978, 1986, 1990, 1994, 1998, 2006, 2010 et 2018 - Finaliste en 1982 et 2002 - Troisième en 1974 et 2022 | - Championnat d'Asie de l'Est - Finaliste en 2013 - Troisième en 2009 et 2011 - Jeux d'Asie de l'Est (2) - Vainqueur en 1993 et 2001 - Finaliste en 2013 - Troisième en 1997 et 2005 |

## Parcours en compétitions internationales
| Jeux olympiques | Championnat du monde | Championnat d'Asie | Championnat d'Asie |
| --------------- | -------------------- | ------------------ | ------------------ |
| 1936 : 17e      |                      |                    |                    |
| 1948 : 18e      | 1950 : NQ            |                    |                    |
| 1952 : NQ       | 1954 : NQ            |                    |                    |
| 1956 : NQ       | 1959 : NQ            |                    |                    |
| 1960 : NQ       | 1963 : NQ            |                    |                    |
| 1964 : NQ       | 1967 : NQ            |                    |                    |
| 1968 : NQ       | 1970 : NQ            |                    |                    |
| 1972 : NQ       | 1974 : NQ            |                    | 1975 :             |
| 1976 : NQ       | 1978 : 11e           | 1977 :             | 1979 :             |
| 1980 : NQ       | 1982 : 12e           | 1981 :             | 1983 :             |
| 1984 : 10e      | 1986 : 9e            | 1985 :             | 1987 :             |
| 1988 : 11e      | 1990 : 15e           | 1989 :             | 1991 :             |
| 1992 : 12e      | 1994 : 8e            | 1993 :             | 1995 :             |
| 1996 : 8e       | 1998 : NQ            | 1997 :             | 1999 :             |
| 2000 : 10e      | 2002 : 12e           | 2001 :             | 2003 :             |
| 2004 : 8e       | 2006 : 15e           | 2005 :             | 2007 : 10e         |
| 2008 : 8e       | 2010 : 16e           | 2009 :             | 2011 :             |
| 2012 : 12e      | 2014 : NQ            | 2013 : 5e          | 2015 :             |
| 2016 : 12e      | 2019 : 24e           | 2017 : 5e          | 2022 : 8e          |
| 2020 : NQ       | 2023 : 29e           | 2025 :             |                    |
| 2024 : NQ       |                      |                    |                    |

## Parcours aux Jeux asiatiques
- 1951 : -
- 1954 : -
- 1958 : -
- 1962 : -
- 1966 : -
- 1970 : -
- 1974 :
- 1978 :
- 1982 :
- 1986 :
- 1990 :
- 1994 :
- 1998 :
- 2002 :
- 2006 :
- 2010 :
- 2014 : - 5e
- 2018 :
- 2022 :

## Équipe actuelle
Effectif lors de la Coupe du monde de la FIBA 2019.
| Numéro | Joueur                   | Poste | Naissance         | Taille | Club 2018-2019            |
| ------ | ------------------------ | ----- | ----------------- | ------ | ------------------------- |
| 1      | Zhao Rui                 | 1/2   | 14 janvier 1996   | 1,95 m | Guangdong Southern Tigers |
| 5      | Fang Shuo                | 1     | 7 septembre 1990  | 1,90 m | Beijing Ducks             |
| 6      | Guo Ailun                | 1/2   | 14 novembre 1993  | 1,92 m | Liaoning Flying Leopards  |
| 9      | Zhai Xiaochuan           | 3     | 24 mars 1993      | 2,05 m | Beijing Ducks             |
| 11     | Yi Jianlian              | 4/5   | 27 octobre 1987   | 2,12 m | Guangdong Southern Tigers |
| 13     | Makan Kelanbaike         | 2     | 27 septembre 1992 | 1,96 m | Xinjiang Flying Tigers    |
| 15     | Zhou Qi                  | 4/5   | 16 janvier 1996   | 2,12 m | Rockets de Houston        |
| 17     | Sun Minghui              | 2     | 26 avril 1996     | 1,87 m | Zhejiang Lions            |
| 20     | Ren Junfei               | 5     | 4 février 1990    | 2,05 m | Guangdong Southern Tigers |
| 23     | Abudushalamu Abudurexiti | 3     | 20 mai 1996       | 2,03 m | Xinjiang Flying Tigers    |
| 24     | Zhao Jiwei               | 1/2   | 25 août 1995      | 1,85 m | Liaoning Flying Leopards  |
| 31     | Wang Zhelin              | 5     | 20 janvier 1994   | 2,12 m | Fujian Sturgeons          |

## Sélectionneurs successifs
- 1974–1978 :  Qian Chenghai
- 1978–1981 :  Ma Qingsheng
- 1981–1982 :  Qian Chenghai
- 1982–1982 :  Liu Guiyi
- 1982–1988 :  Qian Chenghai
- 1989–1990 :  Sun Bang
- 1990–1991 :  Wang Zhangyou
- 1991–1995 :  Jiang Xingquan
- 1995–1996 :  Gong Luming
- 1996–1997 :  Zhang Bin
- 1997–1999 :  Wang Fei
- 1999–2001 :  Jiang Xingquan
- 2001–2002 :  Wang Fei
- 2003–2003 :  Jiang Xingquan
- 2004 :  Del Harris
- 2005-2008 :  Jonas Kazlauskas
- 2009-2010 :  Guo Shiqiang et  Brian Goorjian
- 2010-2013 :  Bob Donewald
- 2013-2014 :  Panayótis Yannákis
- 2014–2017 :  Gong Luming
- 2017–2018 :  Du Feng (équipe bleue)
- depuis 2017 :  Li Nan (équipe rouge et équipes combinées)

## Joueurs marquants
- Yao Ming
- Wang ZhiZhi
- Liu Wei
- Yi Jianlian